# Terrorisme en 1975

## Événements

### Janvier
- 24 janvier, États-Unis : une explosion à la Fraunces Tavern de New York fait quatre morts[1].

### Mars
- 9 ou 10 mars, France : un attentat à la gare de l'Est à Paris fait un mort et six ou sept blessés[2],[3],[4],[5],[6].

### Avril
- 24 avril, Suède : une prise d'otages à l'ambassade d'Allemagne de l'Ouest à Stockholm par des membres de la Fraction armée rouge fait deux morts[réf. souhaitée].

### Mai
- 20 mai, France : des tirs dans la zone internationale de l'aérogare d'Orly contre le comptoir de la compagnie El Al causent la mort d'une personne[réf. souhaitée].

### Juin
- 27 juin, France : un attentat rue Toullier à Paris coûte la vie à deux policiers, tués par le terroriste Carlos. Un troisième est grièvement blessé[7].

### Août
- 13 août, Irlande du Nord : l'explosion d'une bombe de l'IRA dans le pub Bayardo à Belfast fait cinq morts et plus de cinquante blessés[réf. souhaitée].
- 15 août, France : attentat à la bombe de l’ARB contre la centrale de Brennilis[8].

### Octobre
- 22 octobre, Autriche : l'ambassade de Turquie à Vienne (de) est prise d'assaut (tr) par les Commandos des justiciers du génocide arménien (CJGA) et l'ambassadeur Daniş Tunalıgil (en) est tué par balles.
- 24 octobre, France : l'ambassadeur de Turquie à Paris, İsmail Erez, et son chauffeur, Talip Yener, sont tués par les CJGA à la sortie du pont de Bir-Hakeim.

### Décembre
- 2 – 14 décembre, Pays-Bas : une prise d'otages dans un train (en) — la première du genre — dure treize jours. Le bilan de la prise d'otages est de trois morts.
- 4 – 19 décembre, Pays-Bas : une double prise d'otages par des réfugiés Moluquois au consulat général d'Indonésie (en) fait un mort.
- 21 – 22 décembre, Autriche : prise d'otages du siège de l'OPEP à Vienne, trois morts.
- 29 décembre, États-Unis : l'explosion d'une bombe (en) dans une consigne de l'aéroport La Guardia de New York fait onze morts et soixante-quinze blessés[1].